# Buscando la Luz
Buscando la Luz è una scultura monumentale di Eduardo Chillida. Fu creata nel 1997 e si tratta dell'ultima scultura di grandi dimensioni dell'artista basco. Si trova a Monaco di Baviera dove fu eretta nel quartiere Maxvorstadt nel 2002 in occasione dell'inaugurazione della Pinakothek der Moderne nel Kunstareal.